# Котежипи (микрорегион)

Котежипи на карте

Котежипи (порт. Microrregião de Cotegipe) — микрорегион в Бразилии, входит в штат Баия. Составная часть мезорегиона Крайний запад штата Баия. 
Население составляет 114 824 человека (на 2010 год). Площадь — 22 630,953 км². Плотность населения — 5,07 чел./км².

## Демография
Согласно сведениям, собранным в ходе переписи 2010 г. Национальным институтом географии и статистики (IBGE), население микрорегиона составляет:						
| Полное население                             | Полное население                             | Полное население                             | Полное население                             | 114 824 |
| -------------------------------------------- | -------------------------------------------- | -------------------------------------------- | -------------------------------------------- | ------- |
| в том числе:                                 | Городское население                          | 47 795                                       | Процент городского населения, %              | 41,62   |
|                                              | Сельское население                           | 67 029                                       | Процент сельского населения, %               | 58,38   |
|                                              | Мужское население                            | 59 834                                       | Процент мужского населения, %                | 52,11   |
|                                              | Женское население                            | 54 990                                       | Процент женского населения, %                | 47,89   |
| Плотность населения, чел/км²                 | Плотность населения, чел/км²                 | Плотность населения, чел/км²                 | Плотность населения, чел/км²                 | 5,07    |
| Население микрорегиона в % к населению штата | Население микрорегиона в % к населению штата | Население микрорегиона в % к населению штата | Население микрорегиона в % к населению штата | 0,82    |

## Статистика
- Валовой внутренний продукт на 2003 год составляет 251 613 856,00 реалов (данные: Бразильский институт географии и статистики).
- Валовой внутренний продукт на душу населения на 2003 год составляет 2256,21 реалов (данные: Бразильский институт географии и статистики).
- Индекс развития человеческого потенциала на 2000 год составляет 0,626 (данные: Программа развития ООН).

## Состав микрорегиона
В составе микрорегиона включены следующие муниципалитеты:
1. Анжикал
2. Брежоландия
3. Котежипи
4. Кристополис
5. Мансидан
6. Санта-Рита-ди-Кассия
7. Табокас-ду-Брежу-Велью
8. Вандерлей